# Tử Vân
Huyện tự trị dân tộc Miêu và dân tộc Bố Y Tử Vân (giản thể: 紫云苗族布依族自治县; phồn thể: 紫雲苗族布依族自治縣; Hán-Việt: Tử Vân Miêu tộc Bố Y tộc Tự trị huyện; bính âm: Zǐyún Miáozú Bùyīzú Zìzhìxiàn; tiếng Bố Y: Zijyunf Buxyeeuz Buxqyaix Ziqziqxianq; Tiếng A-Hmao: Zif Yiux Ad Hmaob Ad Yaif Ziwl Chux So) là một huyện tự trị thuộc địa cấp thị An Thuận, tỉnh Quý Châu, Cộng hòa Nhân dân Trung Hoa. Huyện này có diện tích 2.284 km², dân số năm 2002 là 320.000 người. Tử Vân giáp Trường Thuận, La Điện, Vọng Mô, Trấn Ninh, Tây Tú. Mã số bưu chính của huyện tự trị này là 560800. Huyện lỵ đóng ở trấn Tùng Sơn.

## Phân chia hành chính
Huyện tự trị Tử Vân được chia thành 5 trấn và 7 hương dân tộc.
- Trấn: Tùng Sơn, Thủy Đường, Hầu Trường, Miêu Doanh và Bản Đương.
- Hương: Bá Dương, Bạch Thạch Nham, Tôn Địa, Tây Đại Trại, Hỏa Hoa và Đại Bang.